# Robert Allan
Pour les articles homonymes, voir Robert Allan (homme politique) et Allan.
Robert Allan (en occitan Roubert Allan )[réf. nécessaire], est un poète d'expression occitane né le 5 mai 1927 à Montpellier et mort à Avignon dans le Vaucluse le 6 décembre 1998.

## Biographie
Robert Allan, a été directeur-fondateur du Comptador Generau dau Libre Occitan, une maison d'édition et secrétaire de rédaction au Moniteur vinicole, titre de la Société Méridionale d'Imprimerie et d'Éditions à Avignon. Il fut aussi le fondateur de la Agencia Interm Oc Presse et de l'Istitut Vauclusen d'Estudi Roudanien dont le siège social était à Vedène.

## Œuvres

### en occitan
- Lo cantic dau brau, Les Cahiers du Sud, 1956.
- Lo poèma de l'ametla, Entretiens, 1957.
- Li Cants dau deluvi, Messatges, I.E.O., 1960.
- La Cantada di cantadas, Éditions de la Méditerranée, 1960.
- Lo poèma dis amics, Éditions de la Méditerranée, 1963.
- Dichas d'un Occitan dau sègle atomic, Éditions de la Méditerranée, 1967.
- Poèmas politics, CO.GE.LI.OC, 1959-1974.
- Vingt-un Nouvé causi, de Micaulau Saboly, Comptator Generau dau Libre Occitan, 1975.
- Quatre pouemo chausi, Les Cahiers de Garlaban, 1995.
- Cantico di cantico, essai de restitution en vers libres provençaux du Cantique des cantiques, Les Cahiers de Garlaban, 1997.

### en français
- Élégie sur la mort de Jeanne de Flandreysy et autres poèmes, Reflets Méditerranéens, 1959-1970.
- L'affaire Stuart Mill (sur la démolition de la demeure avignonnaise de l'illustre philosophe et économiste anglais), Reflets Méditerranéens, 1962.
- Tentative de restitution en vers libres français du Cantique des cantiques , 1990.

### Traduction en occitan du castillan
- Poèmas causits de Federico Garcia Lorca, CO.GE.LI.OC., 1976.

### Traduction en français du castillan
- Chant funèbre pour Ignacio Sanchez Mejías, de Federico García Lorca.